# Williamsville, Illinois
Williamsville là một làng thuộc quận Sangamon, tiểu bang Illinois, Hoa Kỳ. Năm 2010, dân số của làng này là 1476 người.

## Dân số
Dân số qua các năm:
- Năm 2000: 1439 người.
- Năm 2010: 1476 người.